# Gifty Acheampong
Gifty Acheampong (sinh ngày 5 tháng 11 năm 1999) là tiền đạo bóng đá nữ người Ghana hiện đang chơi ở Giải hạng nhất Bóng đá nữ Thổ Nhĩ Kỳ cho 1207 Antalya Döşemealtı Belediye Spor với áo số 19. Cô là thành viên của đội U-17 của Ghana.

## Đầu đời
Gifty được sinh ra ở Koforidua, ở khu vực phía Đông Ghana vào ngày 5 tháng 11 năm 1999.
Cô bị cha mẹ bỏ rơi và không biết gì về họ, và được cặp vợ chồng buôn bán nhỏ Acheapong nhận nuôi khi cô mới chỉ một tháng tuổi. Cô mất cha từ nhỏ, và mọi thứ trở nên khó khăn. Cô được nuôi dưỡng bởi người mẹ nuôi của mình trong những năm học. Tuy nhiên, cô đã phải bỏ học cấp ba vì mẹ cô không còn đủ khả năng để kiếm tiền nuôi con. Cô quyết định tập trung chơi bóng đá để kiếm tiền chăm sóc bản thân và hỗ trợ tài chính cho mẹ.

## Sự nghiệp thể thao

### Cấp Câu lạc bộ
Acheampong bắt đầu chơi bóng từ năm 10 tuổi tại câu lạc bộ địa phương Koforidua Gartel SC. Sau đó, cô chuyển đến Accra, nơi cô tham gia đội bóng Immigration Ladies FC.
Bắt đầu từ tháng 12 năm 2017, tiền đạo cao 1,63 m (5 ft 4 in) đã chuyển sang Thổ Nhĩ Kỳ để tham gia đội bóng 1207 Antalya Döşemealtı Belediyespor để chơi trong Giải bóng đá nữ đầu tiên của Thổ Nhĩ Kỳ.

### Cấp Quốc tế
Acheampong là thành viên của đội bóng đá nữ U17 Ghana. Cô tham gia thi đấu bốn trận của FIFA U17 World Cup Bóng đá nữ 2016 - Bảng D được tổ chức tại Jordan và ghi tổng cộng hai bàn thắng.